# Timothy Gudsell
Timothy Owen Gudsell (nascido em 17 de fevereiro de 1984) é um ciclista neozelandês que compete no ciclismo de estrada e pista, membro da equipe PureBlack Racing. Gudsell se tornou profissional em 2007. Gudsell tem muita experiência no ciclismo de pista e tem representado a Nova Zelândia a este nível.
Fez sua estreia na Grande Volta em 2007 no Giro d'Italia, onde foi incapaz de completar a corrida por causa de um acidente. Além disso, também não concluiu a corrida em estrada nos Jogos Olímpicos de Verão de 2008, disputada na cidade de Pequim.